# جین شرمپتون
جین رزماری شرمپتون (به انگلیسی: Jean Rosemary Shrimpton) (زاده ۶ نوامبر ۱۹۴۲) مدل و بازیگر انگلیسی است. تصویر وی در بسیاری از مجله‌ها از جمله Vogue، Harper's Bazaar	Vogue، ونتی فر، Glamour، اِل، Ladies' Home Journal، نیوزویک، Vogue و مجله تایم چاپ شده است.